# Tiohuggarrodd
Tiohuggarrodd är en form av rodd som förekommer på både Sveriges västkust och Sveriges östkust, men med tyngdpunkt på västsidan.
Rodden sker i så kallade tiohuggare, vilken är en typ av slup som förr användes som skeppsbåt på örlogsfartyg.
Båttypen är tungrodd, men kräver inte så mycket teknik som en tävlingsroddbåt. Båten ros av tio roddare, fem på vardera sidan med en åra per roddare. En styrman i aktern håller koll på kursen och manar fram sin besättning.
Varje år arrangeras svenska mästerskap. Röjdykarrodden är en tävling med stort rykte inom tiohuggarkretsar.